# Muqrin bin Abdulaziz Al Saud
Muqrin bin Abdulaziz Al Saud (مقرن بن عبدالعزيز آل سعود; Riade, 15 de setembro de 1945) é um membro da Casa de Saud e ex-diretor-geral da Al Mukhabarat Al A'amah, a agência de inteligência da Arábia Saudita entre 2005 a 2012. 
Em julho de 2012, o príncipe Muqrin foi apontado pelo rei  Abdallah como conselheiro do monarca e enviado especial com status de ministro de Estado.
Em fevereiro de 2013, foi nomeado como vice-primeiro-ministro do país. Em 27 de março de 2014, foi indicado para ser o segundo na linha sucessória do trono saudita, atrás do seu irmão Salman bin Abdalaziz Al Saud Com a morte do rei Abdallah e a ascensão de Salman como monarca do país, Muqrin permaneceu durante três meses como o herdeiro presuntivo.